# Ronde van Valencia (mannen)
De Ronde van Valencia (Spaans: Volta a la Comunitat Valenciana) is een wielerwedstrijd voor mannen die in de Spaanse regio Valencia wordt verreden.

## Geschiedenis
Voor mannen is het een meerdaagse wedstrijd die in 1929 voor het eerst werd georganiseerd en van 1954-2008 (met uitzondering in 1978) jaarlijks op de kalender stond, meestal in de laatste week van februari. In 2016 vond een herstart plaats en sindsdien staat de koers weer jaarlijks begin februari op de kalender. Voor de vrouwen wordt er sinds 2019 een editie georganiseerd welke middels een eendagswedstrijd – gelijk aan de slotetappe bij de mannen – wordt beslist.
Doorheen de geschiedenis droeg de ronde de namen Vuelta a Levante, Vuelta a Valencia, Vuelta a las Tres Provincias en Vuelta a la Comunidad Valenciana. Van 2009 tot 2015 werd de ronde niet gereden als gevolg van financieringsproblemen. Een eerste poging om de ronde te doen herleven voor de UCI Europe Tour 2010 mislukte. In 2015 werd een tweede poging gestart door Ángel Casero en zijn broer. In september verleende de UCI de race een 2.1-status en maakte plaats op de UCI Europe Tour-kalender voor de terugkeer van de koers begin februari 2016. In 2020 werd de koers opgenomen op de nieuwe UCI ProSeries-kalender.

## Erelijst

### Meervoudige winnaars
| Overwinningen | Renner              | Land        | Jaren            |
| ------------- | ------------------- | ----------- | ---------------- |
| 3             | Alejandro Valverde  | Spanje      | 2004, 2007, 2018 |
| 2             | Federico Ezquerra   | Spanje      | 1931, 1940       |
| 2             | Salvador Botella    | Spanje      | 1954, 1961       |
| 2             | Fernando Manzaneque | Spanje      | 1960, 1962       |
| 2             | José Pérez Francés  | Spanje      | 1965, 1967       |
| 2             | Melchor Mauri       | Spanje      | 1991, 1992       |
| 2             | Alex Zülle          | Zwitserland | 1995, 2002       |

### Overwinningen per land
| Overwinningen | Land                                                              |
| ------------- | ----------------------------------------------------------------- |
| 46            | Spanje                                                            |
| 5             | Zwitserland                                                       |
| 4             | Frankrijk                                                         |
| 3             | België, Duitsland, Italië                                         |
| 2             | Colombia, Nederland, Rusland                                      |
| 1             | Ierland, Kazachstan, Portugal, Slovenië, Verenigde Staten, Zweden |

Mannen: 1929 · 1930 · 1931 · 1932 · 1933 · 1934-1939 · 1940 · 1941 · 1942 · 1943 · 1944 · 1945-1946 · 1947 · 1948 · 1949 · 1950-1953 · 1954 · 1955 · 1956 · 1957 · 1958 · 1959 · 1960 · 1961 · 1962 · 1963 · 1964 · 1965 · 1966 · 1967 · 1968 · 1969 · 1970 · 1971 · 1972 · 1973 · 1974 · 1975 · 1976 · 1977 · 1978 · 1979 · 1980 · 1981 · 1982 · 1983 · 1984 · 1985 · 1986 · 1987 · 1988 · 1989 · 1990 · 1991 · 1992 · 1993 · 1994 · 1995 · 1996 · 1997 · 1998 · 1999 · 2000 · 2001 · 2002 · 2003 · 2004 · 2005 · 2006 · 2007 · 2008 · 2009-2015 · 2016 · 2017 · 2018 · 2019 · 2020 · 2021 · 2022 · 2023 · 2024 · 2025
Vrouwen: 2019 · 2020 · 2021 · 2022 · 2023 · 2024 · 2025